# Опомизиды
Опомизиды (лат. Opomyzidae) — семейство двукрылых насекомых из подотряда короткоусых (Brachycera).

## Внешнее строение

Строение крыла Opomyza

Желтоватые или коричневые мухи с удлинённым телом длиной до 6,5 мм. На вершине крыла всегда имеется чёрное пятно. Часто пятна имеются и в других частях крыла. Иногда крылья очень узкие. Костальная жилка только с одним разрывом перед впадением радиальной жилки. Субкостальная жилка редуцирована.

## Биология
Мухи встречаются в увлажнённых лесных и луговых местообитаниях, летают до поздней осени. Личинки — фитофаги, развиваются в стеблях злаков. Несколько видов (Opomyza florum, Opomyza germinationis, Geomyza tripunctata) являются вредителями культурных растений, главным образом озимой пшенице.

## Классификация
В мировой фауне около 60 видов в 4 родах.
- Anomalochaeta Frey, 1910
- Geomyza Fallén, 1810
- Opomyza Fallén, 1820
- Scelomyza Séguy, 1938

## Палеонтология
Ископаемые представители известны из отложений олигоцена в Германии (28,4—23,03  млн лет).

## Распространение
Встречаются в основном в Голарктике, несколько видов обитают в горах Восточной и Южной Африки.